# Chemins de fer et transport automobile

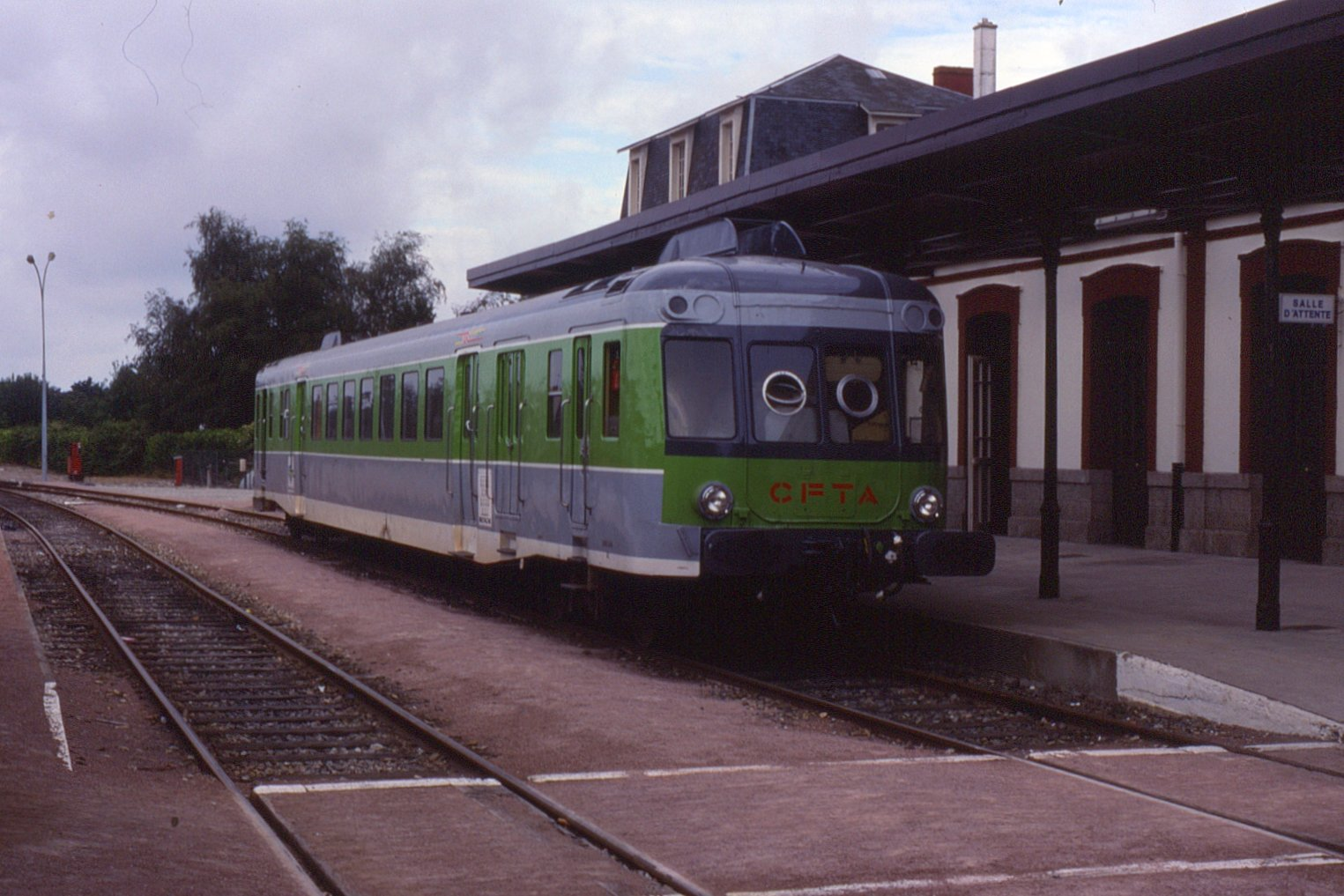
Triebwagen der CFTA im Bahnhof Carhaix, 1990

Die Chemins de fer et Transport Automobile (CFTA) waren ein französisches Eisenbahnunternehmen, das 1966 durch die Fusion der Société générale des chemins de fer économiques (SE) und der Companie des chemins de fer secondaires et transports automobiles (CFSTA) entstand. Die CFTA waren im Güter- und Personenverkehr tätig. Am 30. Januar 2019 wurde das Unternehmen zunächst in Transdev Rail Bretagne und am 15. März 2019 in Transdev Rail umbenannt, um die Zugehörigkeit zum Transdev-Konzern darzustellen.
Von 1974 bis 31. Dezember 2013 war die CFTA – bzw. ab 1. Juli 2005 ihre Tochtergesellschaft Compagnie ferroviare du Sud-France (CFSF) – der Betreiber der Bahnstrecke Nizza–Digne-les-Bains der früheren Chemins de fer de Provence (CP). Zum 1. Januar 2014 wurden diese Aufgaben durch die Région Provence-Alpes-Côte d’Azur (PACA) in Eigenregie übernommen.
In der Bretagne betrieb die CFTA – und nun Transdev Rail – Infrastruktur, Personen- und Güterverkehr der Bahnstrecke Guingamp–Carhaix und der Bahnstrecke Guingamp–Paimpol.
In Lyon führte die CFTA – und nun seit Frühjahr 2019 Transdev Rail – den Betrieb der Rhônexpress-Verbindung zwischen einer innerstädtischen Station am Bahnhof Lyon-Part-Dieu und dem Flughafen Lyon Saint-Exupéry. Bei Clermont-Ferrand wird die Zahnradbahn Panoramique des Dômes durch CFTA bzw. Transdev Rail betrieben.
Weitere Aktivitäten der CFTA im Schienengüterverkehr waren 2003 in eine Tochterfirma CFTA Cargo ausgegliedert worden, die 2006 teilweise in die Veolia Cargo-Sparte des damaligen Eigentümers Veolia Transport integriert wurde. Mit Übernahme von Veolia Cargo durch Europorte wurde der verbliebene Teil der CFTA Cargo zu Europorte Proximité.